# Liste der hanseatischen Gesandten beim Deutschen Bund

Europa in den Grenzen von 1815; für die Hansestädte hatte der Deutsche Bund auch handelspolitische Bedeutung.
Deutscher Bund (DB)
Territorien Österreichs und Preußens außerhalb des DB

Diese Liste der hanseatischen Gesandten beim Deutschen Bund zeigt die Gesandten der drei freien Hansestädte Bremen, Hamburg und Lübeck beim Bundestag des Deutschen Bunds (1816–1866) in Frankfurt am Main auf.
Die drei Hansestädte waren als freie Stadtstaaten auch jeweils souveräne Mitgliedstaaten im Deutschen Bund. D. h. neben ihren Aufgaben und Rechten als diplomatische Vertreter gegenüber dem Deutschen Bund als Summe der deutschen Länder, waren die hanseatischen Gesandten auch stimmberechtigte Mitglieder des deutschen Bundestages. Gemäß Artikel IV, V und IX der Deutschen Bundesakte von 1815, mussten sie sich jedoch ihre sogenannte „17. Stimme“ miteinander und zusätzlich mit der Freien Stadt Frankfurt am Main teilen. Dieses gemeinsame Mandat der vier freien Städte wird auch als „Kuriatstimme“ bezeichnet, d. h. nur bei Einstimmigkeit aller vier erhielt diese eine gemeinsame Stimme ihre Gültigkeit. Während in der Zusammenarbeit innerhalb der drei Hansestädten – und ihrem gemeinsamen, zu dieser Zeit weltweiten diplomatischen und konsularischen Netzwerk – über die Jahrhunderte eine gewisse Routine entstanden war, ist es heute unter Historikern nicht unumstritten, wie sich vor Ort genau die Zusammenarbeit mit dem Gesandten der Freien Stadt Frankfurt darstellte.

## Geschichte
Als Interessenvertretung der Hansestädte gegenüber den deutschen Ländern, traten die hanseatischen Gesandten beim Deutschen Bund in die Nachfolge der hanseatischen Abgesandten beim Immerwährenden Reichstags zu Regensburg (1662–1806; alle drei auf der Rheinischen Bank). Der Deutsche Bund wurde 1815 auf Grundlage der Wiener Kongressakte gegründet. Nach Auflösung des Deutschen Bunds (1866) wurde auch die hanseatische Gesandtschaft in Frankfurt aufgehoben. Nach der Gründung des Deutschen Reichs (1871) übernahmen die hanseatischen Gesandten in Preußen bzw. Berlin diese Funktion als „hanseatische Gesandte beim [Deutschen] Reich“ (bis 1933).
Die Frankfurter Gesandtschaft der Hansestädte selbst, blickt zurück auf eine längere, wenn auch in Abschnitten nicht kontinuierliche Geschichte als Gesandtschaft gegenüber der Stadt Frankfurt, und dem kurmainzischen und hessischen Höfen.

## Missionschefs
Anmerkungen zum Protokoll und den Amtsbezeichnung: im Regelfall wurde jede der Hansestädte in Frankfurt von ihrem eigenen Gesandten oder Geschäftsträgern vertreten, wobei sich unter den Hansestädten (auch aus der Erfahrung von andernorts) eine untereinander rotierende oder stellvertretende Vertretung etabliert hatte. Dabei spielte es meist keine Rolle, ob einer der Diplomaten ein Bürger bzw. Großbürger, Würden- oder Amtsträger in einer der drei Schwesterstädte war, und eine der anderen nach außen oder gegenüber Dritten vertrat. Von Außen wurden die Gesandten in Frankfurt oft als „Gesandte der vier freien Städte“ wahrgenommen, wobei eine solche gemeinsame Gesandtschaft nicht existierte.
Legende: HB=Bremen, HH=Hamburg, HL=Lübeck
| Bremische Gesandte (1816 bis 1848) - 1816–1840: Johann Smidt (1773–1857) - 1840–1841: siehe HL - 1841–1848: Johann Smidt (1773–1857) | Hamburgische Gesandte (1816 bis 1848) - 1816–1828: Johann Michael Gries (1772–1827) - 1828–1831: unbesetzt - 1831–1838: Karl Sieveking (1787–1847) - 1838–1841: siehe HL - 1841–1844: Karl Sieveking (1787–1847) - 1844–1847: siehe HL - 1847–1848: unbesetzt - 1848–1848: Ascan Wilhelm Lutteroth (1783–1867) - 1848–1848: Edward Banks (1795–1851) | Lübeckische Gesandte (1816 bis 1848) - 1816–1819: Johann Friedrich Hach (1769–1851) - 1819–1823: Anton Diedrich Gütschow (1765–1833) - 1823–1835: Carl Georg Curtius (1771–1857) - 1835–1836: Johann Joachim Torkuhl (1790–1870) - 1836–1838: siehe HH - 1838–1841: Johann Joachim Torkuhl (1790–1870) - 1841–1842: siehe HH - 1842–1844: siehe HB - 1844–1847: Carl Georg Curtius (1771–1857) - 1847–1848: Johann Joachim Torkuhl (1790–1870) - 1848–1848: Carl Georg Curtius (1771–1857) |

1848 bis 1849: Unterbrechung der Beziehungen infolge der Revolution von 1848/1849 und Schaffung eines kurzlebigen, ersten Deutschen Bundesstaates (1848–1849)
| Bremische Gesandte (1850 bis 1866) - 1850–1857: Johann Smidt (1773–1857) - 1857–1863: Georg Wilhelm Albers (1800–1876) - 1863–1864: unbesetzt - 1864–1866: siehe HH | Hamburgische Gesandte (1850 bis 1866) - 1850–1851: Johann Martin Lappenberg (1794–1865) - 1851–1852: Edward Banks (1795–1851) - 1852–1861: Gustav Heinrich Kirchenpauer (1808–1887) - 1861–1864: unbesetzt - 1864–1866: Friedrich Krüger (1819–1896) | Lübeckische Gesandte (1850 bis 1866) - 1850–1854: Heinrich Brehmer (1800–1872) - 1854–1866: Peter Ludwig Elder (1798–1881) |

1866: Aufhebung der Gesandtschaft